# 榄形风车子
榄形风车子（学名：Combretum olivaeforme）是使君子科风车子属的植物，是中国的特有植物。分布在中国大陆的云南、广东等地，多生在山谷及杂木林缘灌丛中，目前尚未由人工引种栽培。

## 异名
- Combretum olivaeforme Chao var. yaxianense Y. R. Ling